# Winnie Puuh’s Bilderbuch
Winnie Puuh’s Bilderbuch (im Original The Book of Pooh) ist eine US-amerikanische Trickserie, die auf dem Buch Pu der Bär von Alan Alexander Milne basiert.

## Handlung
Hauptcharaktere der Serie sind die aus Milnes Büchern sowie aus der Zeichentrickserie Neue Abenteuer mit Winnie Puuh bekannten Winnie Puuh, Ferkel, Tigger, I-Ah, Eule und der kleine Vogel Kessie. Die Figuren erleben spannende und lustige Abenteuer im Hundertmorgen-Wald, die mit Gesang und Tanz unterlegt sind. Dabei wird deutlich, dass die Abenteuergeschichten aus einem Buch stammen, dass in Christopher Robins Zimmer liegt. Christopher Robins Gesicht ist in der Serie niemals zu sehen.
Es gibt einige Abweichungen von den Gegebenheiten in Milnes Geschichten, beispielsweise scheint Tigger Honig zu mögen und Rabbit wohnt in einem Baum.
Die Serie ist computeranimiert.
| Rolle             | Originalsprecher                             | Deutsche Synchronsprecher                      |
| ----------------- | -------------------------------------------- | ---------------------------------------------- |
| Winnie Puuh       | Jim Cummings                                 | Michael Rüth (Sprache & Gesang)                |
| Tigger            | Jim Cummings                                 | Joachim Kaps                                   |
| Ferkel            | John Fiedler (Sprache) Jeff Bennett (Gesang) | Santiago Ziesmer (Sprache & Gesang)            |
| I-Aah             | Peter Cullen                                 | Tilo Schmitz                                   |
| Rabbit            | Ken Sansom                                   | Gerald Schaale (Sprache & Gesang)              |
| Eule              | André Stojka                                 | Karl Sturm                                     |
| Kessie            | Stephanie D'Abruzzo                          | Ilona Brokowski (Sprache) Rubina Nath (Gesang) |
| Christopher Robin | Paul Tiesler                                 | Filipe Pirl                                    |
| Erzähler          | Roger Jackson                                | Roland Hemmo                                   |

## Auszeichnungen
2002 gewann die Serie den Daytime Emmy in der Kategorie Outstanding Directing in a Children’s Series.